# Guerrilleras, la ilusión de una esperanza
Guerrilleras, la ilusión de una esperanza, es un libro publicado en 2010, en el que  Esperanza Martínez García, luchadora antifranquista española, que perteneció al maquis bajo el nombre de Sole, relata sus memorias.

## Contexto
Tras la guerra civil, la violencia y la represión continuaron como parte de una estrategia planificada por el nuevo régimen, que buscaba vengarse e impedir la reconciliación con los vencidos. Esta venganza fue excepcionalmente amplia, violenta y prolongada en el tiempo. Muchos republicanos y simpatizantes tuvieron que huir y aquellos que no lograron exiliarse buscaron refugio en zonas montañosas para sobrevivir.
Diversos factores llevaron al fin de la resistencia armada, en la que el Partido Comunista de España (PCE) desempeñó un papel clave como organizador. La reorganización geopolítica internacional y el desgaste de las guerrillas, agravado por la política de terror del Gobierno, impulsaron el abandono progresivo de la lucha armada en favor de otras estrategias.
Es este contexto en el que vivió la autora, Esperanza Martínez García, exguerrillera de la Agrupación Guerrillera de Levante y Aragón (AGLA), afiliada al Partido Comunista de España (PCE) y miembro de la Asociación Archivo, Guerra y Exilio (AGE).

## Sinopsis
La autora comienza sus memorias con un breve recuerdo de su infancia en una aldea de Cuenca. Recuerda el triunfo del Frente Popular y los comienzos de la guerra, la muerte de su madre y el descubrimiento de que su padre colaboraba con la guerrilla. sigue contando cómo se le unieron sus hijas y la familia de Remedios Montero y que, junto a esta, se desplazaban en burra hasta Cuenca para conseguir materiales para la guerrilla. A finales de 1949, ambas familias decidieron ir al monte con la guerrilla y pasaron a formar parte del Quinto Sector de la A.G.L.A. (Agrupación Guerrillera de Levante y Aragón).
En 1950, se afilió al Partido Comunista de España. En 1951, la dirección le pidió que pasara a Francia. Se encontró con Remedios en los Pirineos catalanes pero volvió a España para buscar guerrilleros y pasarlos a Francia. Volvieron a enviarle a Salamanca para encontrarse con Remedios pero fue delatada y detenida. Pasó por la Comisaría de Burgos, Gobernación de Madrid y terminó en la cárcel de mujeres de Valencia. Su hermana Amada, «Rosita», también fue encarcelada. Les dieron libertad vigilada pero en septiembre vuelven a la cárcel.
Se cuentan sus dos Consejos de Guerra y su paso por las cárceles de Ventas en Madrid y la prisión de Alcalá de Henares donde fue, durante un tiempo, la única presa política.  Recibió el apoyo del Movimiento Democrático de Mujeres de Zaragoza y, al salir en libertad, fue a Zaragoza donde conoció a su marido. Termina sus memorias hablando de su hijo, objetor de conciencia y, después, insumiso, que cumplió nueve meses en régimen de 3er grado.

## Ediciones
La primera edición fue publicada por Latorre Literaria en 2010.
Fue reeditado con el título Guerriller@s. Recuérdalo tú y recuérdalo a otros. Esta segunda edición fue ampliada y corregida resaltando el papel de las mujeres en la guerrilla ya que desde las aldeas fueron las que contribuyeron a la pervivencia de la lucha en el monte. Cuenta con cuatro epílogos, tres de los cuales aparecieron como prólogos en la primera edición. Pertenecen a los historiadores especialistas en la guerrilla, Francisco Moreno Gómez y Mercedes Yusta;  el de la secretaria general de AGE y también historiadora, Dolores Cabra, y el del editor de la segunda edición y miembro de AGE, Juan Barceló.